# 沃勒比斯冰原島峰
81°12′S 156°20′E / 81.200°S 156.333°E
沃勒比斯冰原島峰（英語：Wallabies Nunataks）是南極洲的冰原島峰，位於奧次地，處於全黑冰原島峰東北面18公里，由新西蘭探險隊命名，現時由南極條約體系管理。